# Bihar-hegység
A Bihar-hegység vagy Bihari-havasok (románul Munții Bihorului) az Erdélyi-középhegység észak-déli irányú központi hegytömbje. A Bihar-hegységben található a Szigethegység legmagasabb pontja, a Nagy-Bihar (Curcubăta Mare, 1849 m). A hegységet geológiailag két részre lehet osztani: az északi rész mészkőből, míg a déli rész kristályos palából áll.
A Bihari-havasokból ágaznak ki a hegycsoport mellékhegyvonulatai.
Keleten a Kis-Szamos (Someșul Mic) és az Aranyos (Arieș) völgye között emelkedik az Öreghavas (Muntele Mare, 1826 m), északon pedig a Vigyázó-hegység / Vlegyásza / Kalota-havas (Masivul Vlădeasa, 1836 m) és a Gyalui-havasok (Munții Gilăului, 1670 m) fekszenek.

## Földrajz
A Bihar-hegység tájegységeit a hegyvonulatok, illetve a folyók és patakok vízgyűjtőterületei határozzák meg.
Nyugat felé illetve az Erdélyi-medence felé haladó folyók vízválasztója.
- Az északi rész, a Felső- vagy Nagy-havas andezit és dácit kőzetekből épült.
- Középen van a Ponor-Öreg-havas (Ponor-Bătrâna) triász-jura mészkő karsztplatója.
- A déli rész az Alsó-havas vagy Nagy-Bihar (Cucurbată-Găina) vonulat, jobbára kristályos pala.

### Bihar-gerinc
A Bihar-gerinc mintegy 10 km hosszú havasi gerinc. Főbb pontjai északról dél felé haladva a Zengő (Piatra Grăitoare) 1658 m, Bihar-nyereg (Tarniţa Bihorului) 1510 m, Nagy-Bihar 1849 m, Kis-Bihar (Cucurbăta Mică) 1769 m, illetve a Nagy-Bihartól nyugatra is van egy nyúlványa a Zanoga-tó és Zanoga-csúcs (Zănoaga Mare vagy Tăul Mare, 1543 m) felé.
A Bihar-nyergen keresztül régen szekerek is közlekedtek Lepus (Arieşeni) és Biharmező (Poiana), illetve Rézbánya között. Vízválasztó gerinc: nyugati oldalán a Fekete-Körös forráságai találhatóak, keleti oldalán az Aranyosba tartanak a patakok, hogy azután a Maroson keresztül megkerüljék egész Erdélyt.

### Áttekintés
A hegység széles hegyhátai lankásak, a megfelelő kőzeteknél változatos  karsztképződményekkel: 
- Csodaforrás (Izvorul Minunilor)
- Remete-forrás (Izvorul Eremitului)
- Kusztura (Custura)
- Sasok szérűje (Aria Vulturilor)
- Kishavas (Muncei)	1411 m
- Mezőhavas (Poieni) 1627 m
- Jád-völgyi vízesések
- Ördögmalom-vízesés (Moara Dracului)

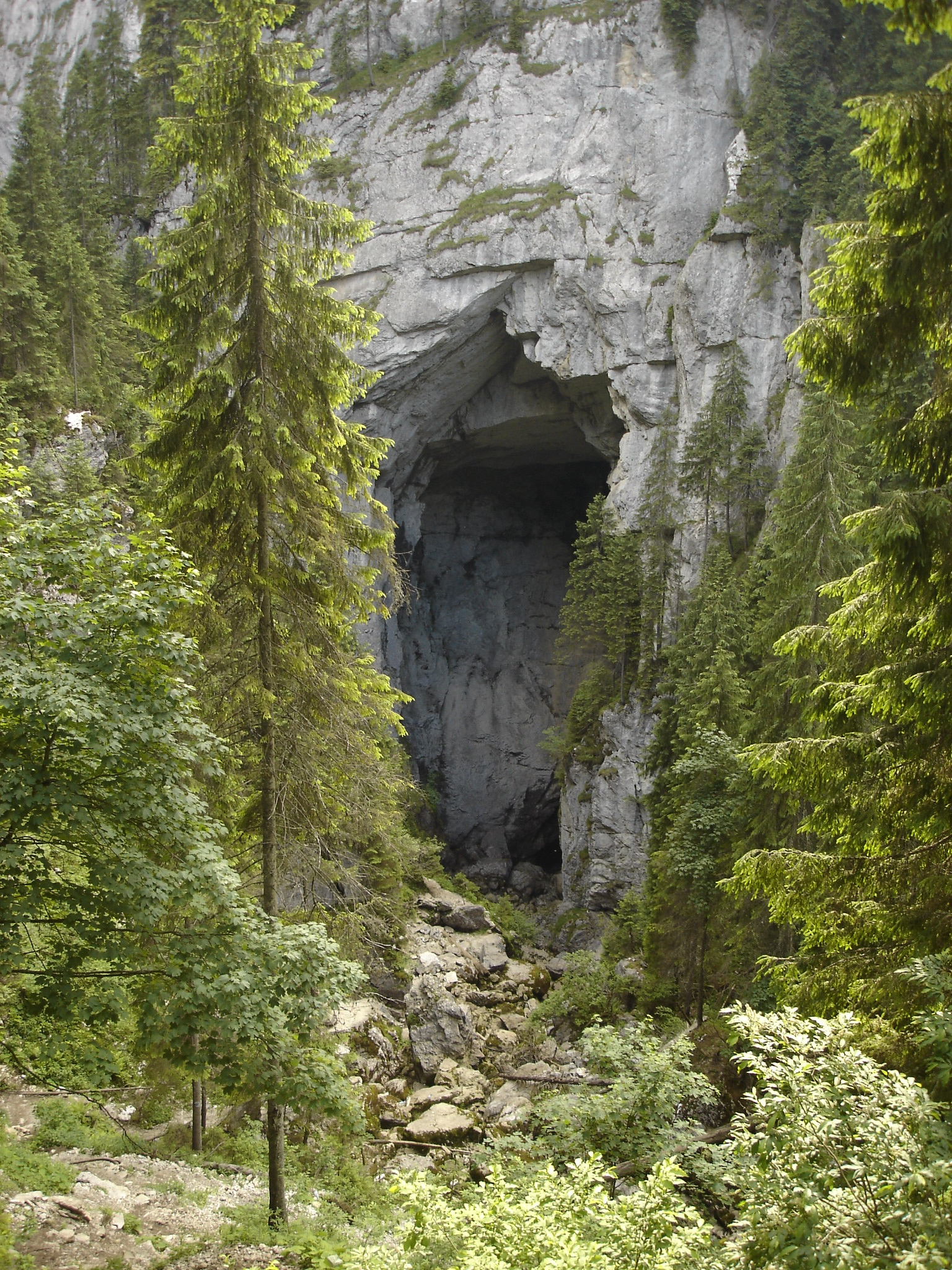
A Csodavár sziklakapuja

- Nagyhavas (Cornu Munților)

### Pádis-fennsík
A hegység közepén terül el. Földrajzi feltárását többek között Czárán Gyula végezte. A magyar tájnevek, illetve a mostani jelzett turistaútvonalak nagy része az ő nevéhez fűződik.
Az 1300 méter magasan elterülő fennsík jellegzetes karsztvidék, ahol megtaláljuk annak összes jellemző jelenségét:
- karsztforrásokat
- víznyelőket
- töbröket (dolinákat)
- barlangokat

A Csodavár (Cetățile Ponorului) Európa legnagyobb exo-karsztjelensége: három, egymástól egy kisebb nyereggel, illetve alagúttal elválasztott 100–300 m átmérőjű és 100–200 m mélységű dolina. Ezek közül kettő látogatható, a harmadik csak alacsonyabb vízállásnál. A legnagyobb dolinában egy 73 m magas barlangnyílás található.
Jelzett gyalogtúrák:
- Bársza-katlan (Groapa de la Barsa)
- Biharfüred (Stâna de Vale) – Bihar-hágó (Șaua Vârtop)
- Csodavár körút
- Kopott csapás nyerge (Șaua Cumpănățelul) – Ponor-Ék (Ic Ponor)
- Sárga-Körös vagy Galbina (Galbenei) körút
- Kék Magura
- Kopott csapás nyerge (Șaua Cumpănățelul) – Biharfüred (Stâna de Vale)
- Pádis erdészház (Cantonul Padiș) – Varasó tisztás (Poiana Vărășoaia)
- Pádis menedékház – Aranyos völgye
- Vasaskőfalva (Pietroasa) község – Istenek havasa (Bohodei) nyereg
- Vasaskőfalva (Pietroasa) község – Pádis menedékház
- Szamos-bazár (Cheile Someșului Cald) körút
- Vigyázó – Aranyosfői-jégbarlang (Peștera Scărișoara)

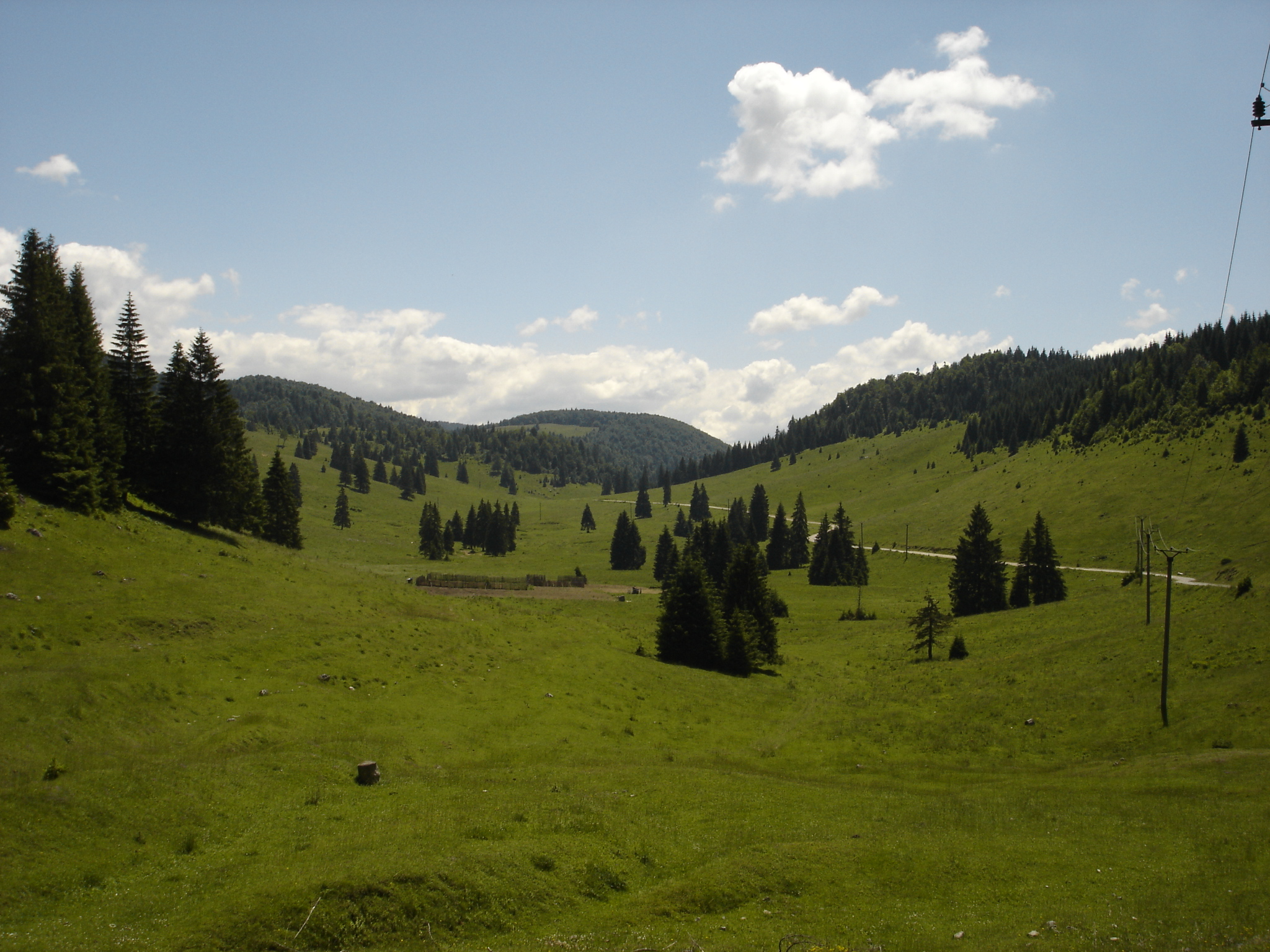
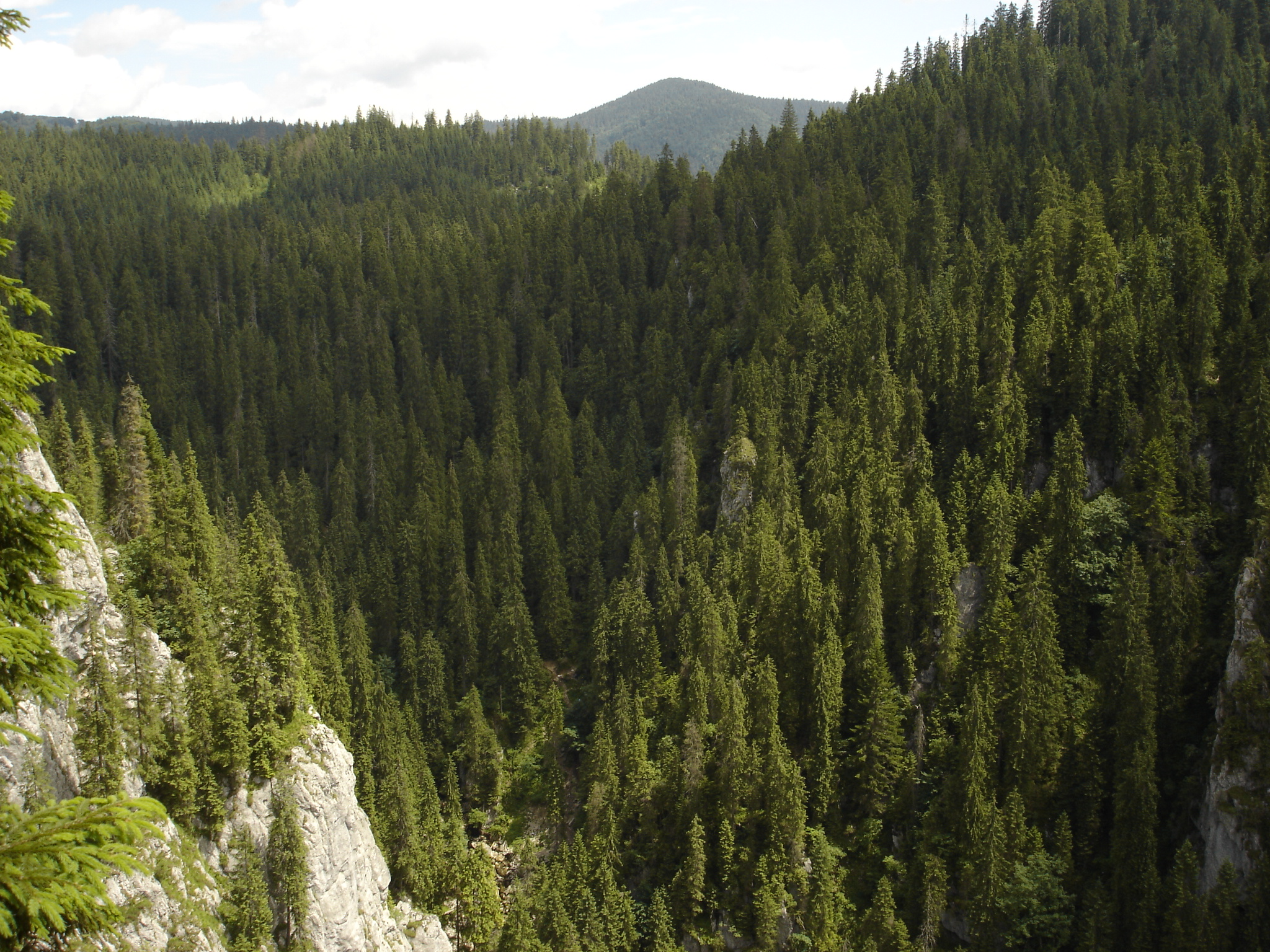
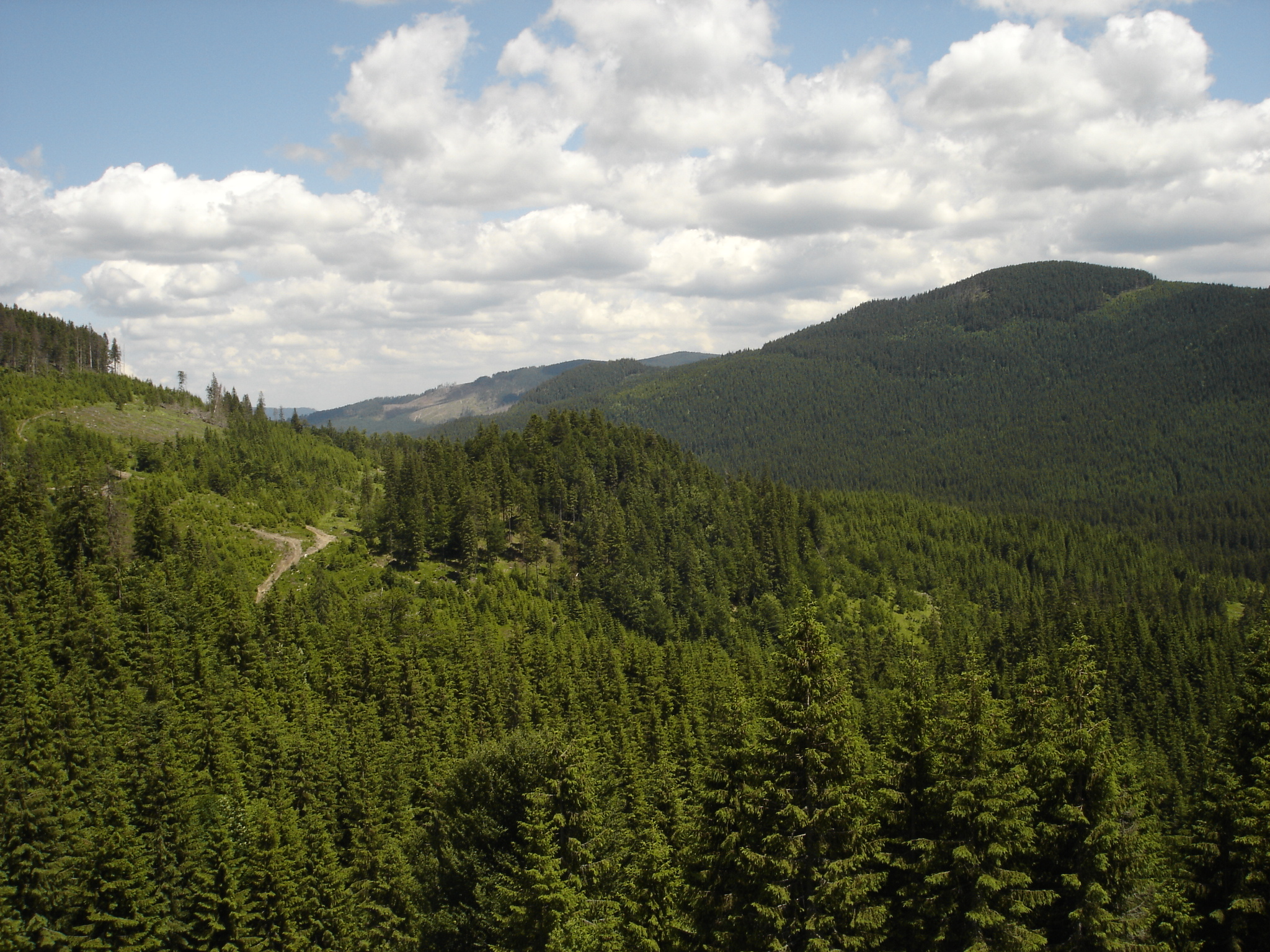
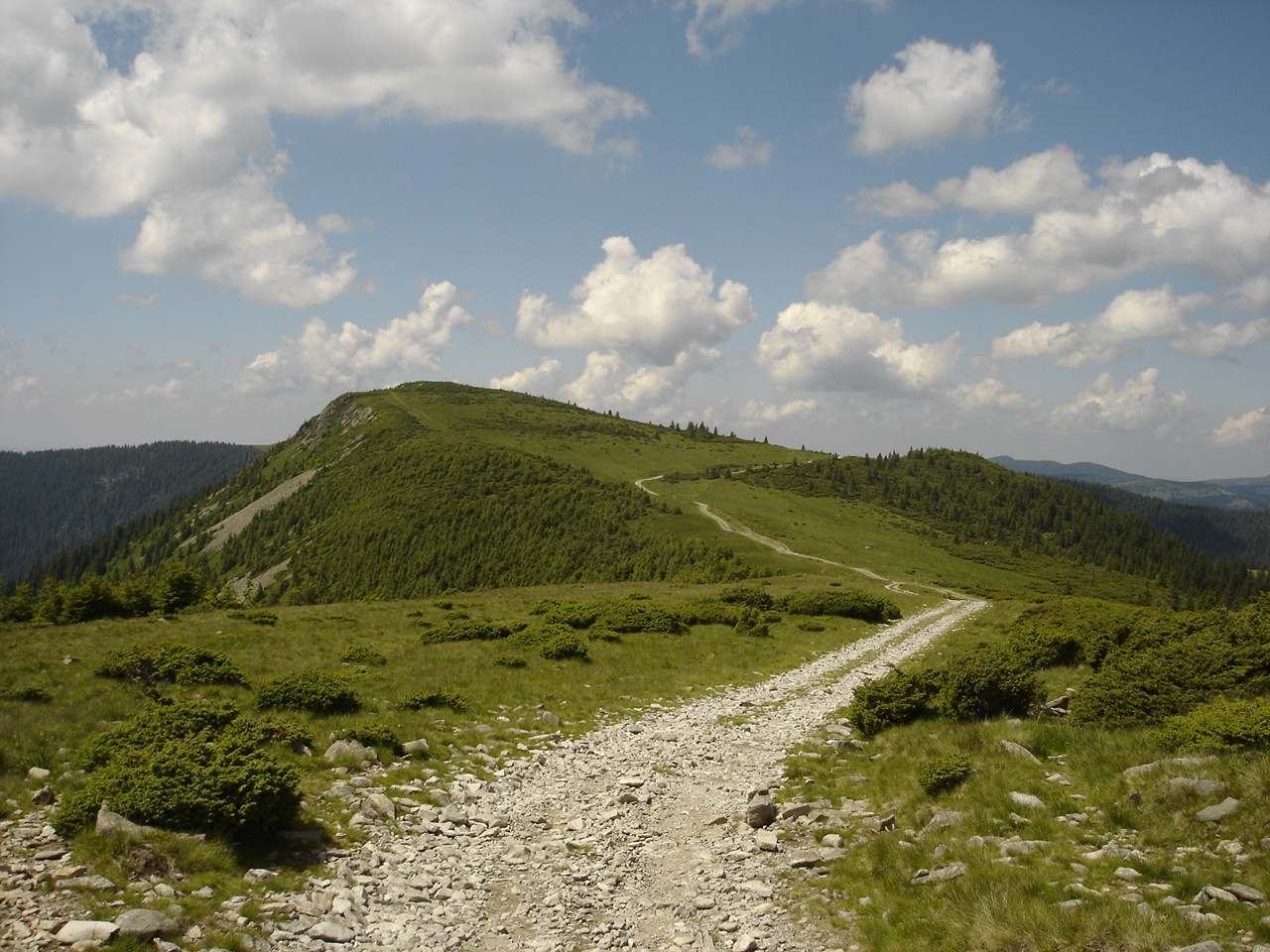

Meleg-Szamos forrásvidéke és szorosai
A Szamos-bazár (Cheile Someșului Cald vagy Bazarul Someșului), azaz a Meleg-Szamos forrásvidéke egyike a Pádis-fennsík leglátványosabb részeinek. Az egymás után következő sok szép karsztjelenség ihlette a "bazár" elnevezést.
Közvetlenül a Szamos-bazár völgye előtt található az Aragyásza-barlang (Cetățile Rădesei), egy 212 m hosszú, több tágas teremmel is rendelkező, viszonylag könnyen bejárható alagútbarlang.

### Alsó-havas
Az Alsó-havas (Cucurbată-Găina) hegyei általában alacsonyabbak az északiaknál, de a  Nagy-Bihar 1849 m (Cucurbată Mare) az egész hegység legmagasabb csúcsa.
- Nagy Bihar 1849 m
- Rézbányai vízijátékok (kataraktáliák)

### Az Aranyos völgye
Az Aranyos (Arieș) forrásvidékének kis medencéiben és völgyeiben elszórt települések vannak. Ez a Mócvidék (Țara Moților).

## Megközelítés
A Bihar-hegységet kelet-nyugati irányban átszeli a Havasrekettye (Răchițele) – Ponor-ék (Ic Ponor) – Pádis – Boga – Vasaskőfalván (Pietroasa) átvezető 53 km hosszú makadám erdészeti út (ebből Havasrekettyétől Pádisig 31 km és Pádistól Vasaskőfalváig pedig 22 km a távolság).
- A Pádis-fennsíkot Magyarország felől a legegyszerűbben az E79-es úton a Nagyvárad (Oradea) – Belényes (Beius) – Vasaskőfalva (Pietroasa) Boga-telep útvonalon lehet megközelíteni; Végig jó minőségű, bár néhol elkeskenyedő aszfaltúton, egészen Pádisig. Boga-teleptől kifejezetten meredekebbé, hegyi szerpentin jellegűvé válik az út, ezen a szakaszon télen kötelező a hólánc, melyre Bogánál tábla is figyelmeztet.
- Bánffyhunyad (Huedin) felől (58 km a Pádis menedékházig); Havasrekettye (Răchițele) után az utolsó 31 km rossz minőségű, burkolatlan erdészeti úton vezet.